# Carnikava
Carnikava (en letó: Carnikavas novads) fou un municipi de la República de Letònia durant el període 2009-2021. Actualment i depsrés de la reforma administrativa de 2020 està englobat dins el municipi d'Ādaži que es troba localitzat al centre del país bàltic, i que té com a capital la localitat de Carnikava.

## Ciutats i zones rurals
- Carnikava (zona rural)

## Població i territori
La seva població està composta per un total de 6.261 persones (2009). La superfície del municipi té uns 80,2 kilòmetres quadrats, i la densitat poblacional és de 78,07 habitants per kilòmetre quadrat.